# George Beattie
George Beattie, né le 28 mai 1877 à Montréal et mort le 6 avril 1953 à Hamilton, est un tireur sportif canadien.

## Carrière
George Beattie participe à trois éditions des Jeux olympiques. Aux Jeux olympiques de 1908, il est médaillé d'argent en fosse olympique individuelle ainsi qu'en fosse olympique par équipes. Cinquième en fosse olympique par équipes en 1920, il remporte une nouvelle médaille d'argent par équipes aux Jeux olympiques de 1924.